# Козловщинский район
Козловщинский район (бел. Казлоўшчынскі раён) — упразднённая административная единица Гродненской области. Административный центр — городской посёлок Козловщина.

## История
Козловщинский район был образован 15 января 1940 года в составе Барановичской области. 12 октября 1940 года район составляли 11 сельсоветов: Вишовский, Деревновский, Козловщинский, Молдовичский, Меляховичский, Новосёлковский, Подвеликовский, Пиронимский, Роготновский, Рудояворский, Яворский.
С 8 января 1954 года — в составе Гродненской области.
По данным переписи 1959 года, в районе проживало 29 697 человек.
20 января 1960 года Козловщинский район был упразднён. Территория разделена между Дятловским и Слонимским районами Гродненской области.
В состав Дятловского района переданы сельсоветы Гербелевичский, Меляховичский, Подвеликовский, Роготновский, Рудояворский и городской посёлок Козловщина с подчиненными поселковому Совету населенными пунктами; в состав Слонимского района — сельсоветы Войневичский, Деревновский и Новоселковский.